# Olinda Guterres

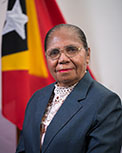
Olinda Guterres (2017)

Olinda Guterres (* 31. Januar 1955 in Uatu Missa, Baucau, Portugiesisch-Timor) ist eine osttimoresische Politikerin.

## Werdegang

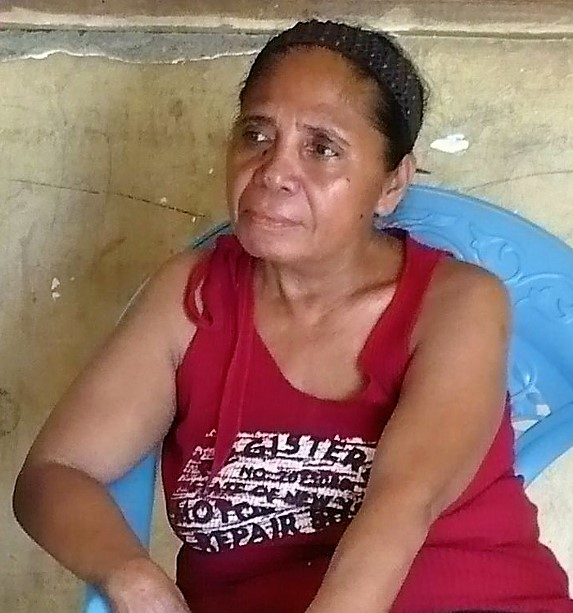
Olinda Guterres (2012)

Guterres hat einen Bachelor in Portugiesischer Sprache inne.
Bei den Wahlen zur Verfassunggebenden Versammlung am 30. August 2001 kandidierte Guterres auf Listenplatz 3 der Partido Democrata Cristão (PDC), in das Parlament zogen aber nur zwei PDC-Abgeordnete.
Guterres beanspruchte für sich zeitweise, dass sie die Vorsitzende der PDC sei. Am 5. August 2003 war sie von einem Parteikongress gewählt worden. Dies wurde vom bisherigen Parteivorsitzenden António Ximenes da Costa und seinen Anhängern nicht anerkannt. 2005 entschied das Oberste Gericht des Landes, dass die PDC von António Ximenes da Costa die wahre PDC sei. Der Gruppierung um Guterres fehle die offizielle Registrierung und die nötige Anzahl von Unterstützern.
2011 wurde Guterres dritte stellvertretende Vorsitzende der neu gegründeten Partei Kmanek Haburas Unidade Nasional Timor Oan (KHUNTO). Später wurde Guterres zweite Vizepräsidentin, bevor sie im März 2020 aus dem Parteipräsidium ausschied.
Bei den Parlamentswahlen in Osttimor 2012 kandidierte Guterres auf Listenplatz 2 der KHUNTO, die Partei scheiterte aber an der Drei-Prozent-Hürde. Bei den Wahlen 2017 gelang der Sprung über die Vier-Prozent-Hürde und Guterres zog, wieder auf Listenplatz 2, nun in das Nationalparlament ein. Hier war sie Mitglied in der Kommission für Ethik (Kommission G). Bei den vorgezogenen Neuwahlen 2018 stand Guterres auf Platz 24 der Aliança para Mudança e Progresso (AMP), zu der auch KHUNTO gehört, und kam erneut in das Parlament. Nun ist sie Mitglied der Kommission für Wirtschaft und Entwicklung (Kommission D).
Am 17. Juni 2020 geriet Guterres mit der CNRT-Abgeordneten Fernanda Lay aneinander. Guterres hatte Lay aufgefordert, in der Parlamentsdebatte Tetum und nicht Portugiesisch zu sprechen, weil das nicht alle verstehen. Lay verwies auf die Verfassung, nach der Portugiesisch eine gleichwertige Amtssprache, wie Tetum ist. Guterres solle das kostenlose Angebot für Portugiesischunterricht vom Parlament nutzen. Guterres soll Lay als „chinesische Piratin“ (china pirata) bezeichnet haben, worauf es zwischen den beiden Frauen zu Handgreiflichkeiten kam, bis sie von anderen Abgeordneten getrennt wurden.
Bei den Parlamentswahlen 2023 kandidierte Guterres auf Platz 4 der Liste der KHUNTO und zog wieder in das Nationalparlament ein.